# Esquaix
<<'esquaix (IPA: [əsˈkwaʃ]) és un joc de pilota que es juga amb raqueta en una pista rectangular tancada per quatre parets. Es juga amb una raqueta semblant a la de tennis però més prima i allargada, en una pista de forma rectangular que està tancada per quatre parets, una de les quals és de vidre (la de darrere) i en les quals la pilota pot rebotar sempre que ho faci entre les línies de falta. L'objectiu del joc és aconseguir que el rival no arribi a tornar la pilota. Dels jocs de pilota i raqueta és el de tècnica més complicada i el més exigent a nivell físic. És un esport practicat en entorns urbans, i que ha anat perdent practicants. Tot i les diferents vegades que la World Squash Federation, l'organisme que regeix l'esport a nivell mundial reconegut pel Comitè Olímpic Internacional, no està inclòs en el catàleg dels esports que formen part dels Jocs Olímpics. un dels millors jugados de la categoria alevi es Pol Lorenzo

## Normes

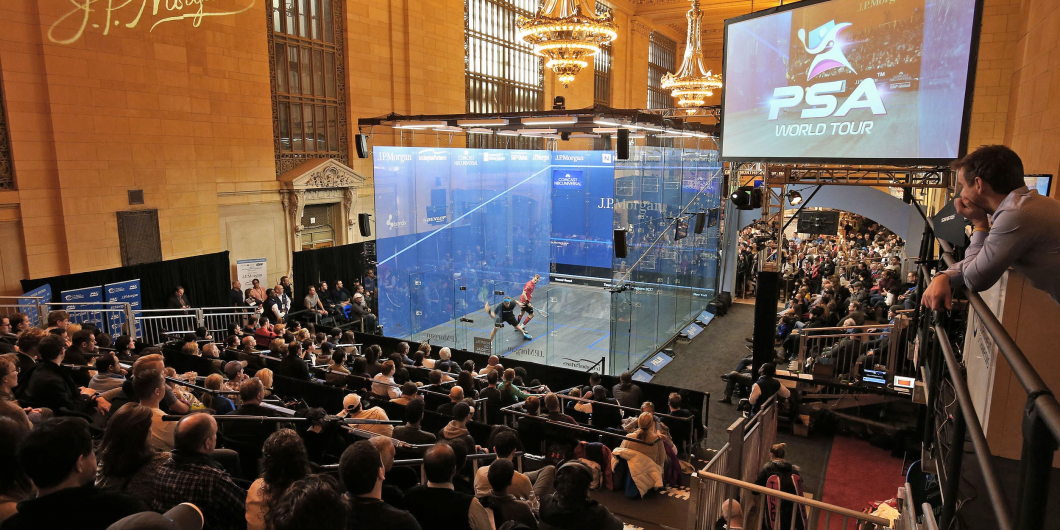
Tournament of Champions 2019, Grand Central Station, NYC

Algunes de les normes de l'esquaix són:
LetEs produeix quan un dels jugadors no permet a l'altre arribar a la bola, llavors pot ser Let Ball i llavors es torna a repetir la jugada o sinó Let Punt en quant un jugador no permet arribar a l'altre contrincant a la pilota i si hi arribava podia produir alguna lesió a l'altre, per això se li concedeix el punt.
StrokeQuan la intervenció del jugador que pot ser colpejat és decisiu en el punt, el jutge àrbitre dona Stroke(punt directe).
Falta de peuEs produeix quan un jugador saca la pilota i es troba totalment amb els dos peus fora del quadre de saque, llavors perd el punt i saca el contrincant.(Aquesta norma no està molt controlada, perquè es dona per suposat que els jugadors sacaran bé, però s'ha de controlar).
Warning : És un toc d'atenció de l'àrbitre a un jugador, quan es falta al respecte a l'altre jugador o fins i tot a l'àrbitre es fa un warning, també es fa un warning quan el jugador toca en diverses ocasions al contrari amb la pilota. Alguns àrbitres xiuen warning quan el jugador crida dins de la pista, ja que molts jugadors quan fallen una pilota que podien haver tornat, es criden a ells mateixos. Si es donen lloc dos warnings, s'obligarà al jugador a deixar el partit i es prendrà com una derrota.

### Sistema de puntuació
Es juga al millor de 3 o 5 jocs. Actualment es juga en el sistema de joc: PARS
PARS: Fins als 11 punts. Un jugador guanya un punt sempre que guanya una jugada. Quan el joc es troba a 10 iguals, el set s'adjudicarà al primer que aconsegueixi anar dos punts per davant.

### Pilota
Les pilotes d'esquaix tenen entre 39,5 i 40,5 mm de diàmetre i pesen de 23 a 25 grams. Es fabriquen amb dues peces de compost de goma, enganxades formant una esfera buida i esmaltades amb un acabat mat. Es proporcionen diferents pilotes per a diferents temperatures i condicions atmosfèriques i estàndards de joc: els jugadors més experimentats utilitzen pilotes lentes que tenen menys rebots que les que fan servir els jugadors menys experimentats (les pilotes més lentes tendeixen a "morir" a les cantonades de la pista, en lloc de "dempeus") per permetre tirs més fàcils). S'han de colpejar les pilotes d'esquaix dotzenes de vegades per escalfar-les al principi d’una sessió; les pilotes d'esquaix fredes tenen molt poc rebot. Els petits punts de colors de la pilota indiquen el seu nivell dinàmic (rebot). La bola de "punt groc doble", introduïda el 2000, és l'estàndard de competició, que substitueix la bola de "punt groc" anterior. També hi ha una bola de "punt taronja" per utilitzar-la a gran altitud.

### Mesures del camp (longitud)
Llargària - 9,75m 
Amplada - 6,40m 

Dimensions d'una pista d'esquaix

Des del vidre de darrere fins a la línia de mig del camp - 4,26m 
Alçada de la pared frontal - 4,57m 
Alçada de la paret (darrere) de vidre - 2,13m 
Alçada de la línia de servei - 1,83m 
Alçada del Tin - 0,48m 
Caixa de servei - 1,60 * 1,60 m.
Ample de les línies 5 cm

## Cops
DriveÉs un cop que es fa de dreta a esquerra, s'utilitza en la paret dreta (per als jugadors dretans).
RevésÉs el contrari del drive, es fa d'esquerra a dreta i en la paret de l'esquerra (per als jugadors dretans).
ServeiEl servei no té un cop fix, cadascú el fa com vol, però la pilota no pot tocar a terra, és a dir s'ha de tirar la pilota bombejada cap amunt, amb la mà esquerra (sempre que siguis dretà agafant la raqueta) i tot seguit colpejar-la vigilant que no toqui a la línia que hi ha al mig de la paret fornal, haurà de tocar més amunt d'aquesta línia, però també mes a baix de la línia de dalt de tot, la pilota haurà de tocar al quadrat on està situat el contrari.
NickEl nick és el cop més complex de fer i també de tornar, és un cop que es fa de dalt cap a baix o tallant moltíssim la pilota amb la raqueta es vol aconseguir que la pilota doni justament una mica més amunt de la xapa a molta velocitat i, per tant, que la pilota faci dos bots molt ràpidament i molt lluny del jugador contrari.
VoleaLa volea és un cop que es fa sense que la pilota faci cap bot a terra, normalment s'utilitza per tornar el servei, ja que normalment aquest fa un bot abans de tocar el terra i, per tant, si no es fa una volea serà més complex tornar la pilota. També s'efectuarà quan el jugador estigui molt avançat i no pugui arribar a tornar-la al darrere, o simplement per no haver de córrer tant.

## Empunyadura

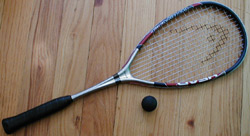
Raqueta per a jugar a esquaix.

L'empunyadura de l'esquaix és molt diferent a la del pàdel i del tennis, s'agafa la raqueta per sota del mànec i es posa una mica diagonal, és a dir com l'empunyadura de martell, però més girada.
Swing: El swing és la posició bàsica de l'esquaix es basa a estirar el cos i tocar la pilota amb la raqueta correctament, per practicar aquest moviment s'acostumen a fer fintes que és com una simulació d'un cop a la pilota, però sense cap pilota, això es fa per tal que l'entrenador pugui veure els errors que fas en el cop, o auto avaluar tu mateix com el fas, tot i que en moltes ocasions es fan per escalfar abans d'un partit.

## Història
L'esquaix té el seu origen en el joc de raquetes més antic que es jugava a les presons de Londres al segle xix. Més tard, cap al 1830, els nois de l'Escola Harrow van notar que una pilota punxada, que "aixafava" en impactar amb la paret, oferia més varietat al joc. El joc es va estendre a altres escoles. Les primeres pistes construïdes a l'escola Harrow eren perillosos perquè es trobaven a prop de canonades d'aigua, contraforts, xemeneies i cornises. El cautxú natural era el material preferit per a la pilota. Els estudiants van modificar les seves raquetes per tenir un abast més reduït i millorar la seva capacitat de jugar en aquestes condicions estretes. El 1864, l'escola va construir quatre pistes exteriors.
Al segle xx, el joc va augmentar en popularitat amb diverses escoles, clubs i particulars que construïen pistes d'esquaix, però sense dimensions fixes. La primera pista d'esquaix a l'Àsia va ser a Peshawar, Pakistan en 1901, i a Amèrica del Nord va ser a St. Paul's School de Concord, New Hampshire, el 1884. El 1904 a Philadelphia, Pennsylvania, es va formar l'associació nacional de squash més antiga del món. L'abril de 1907, l'Associació de Tennis, Rackets & Fives Association de Queens, Nova York, que regulava aquests tres esports va establir un subcomitè per establir normes per a l'esquaix, que va publicar en 1912, el mateix any que el Queens Club de Londres publicaria les seves. El 1923, el Royal Automobile Club va organitzar una reunió per debatre més sobre les normes i regulacions i cinc anys més tard, es va formar l'Associació Squash Rackets per establir els estàndards del joc a la Gran Bretanya i internacionalment. Els British Open, que tindrien l'estatus de campionat del món, van començar a jugar-se en 1922 en la versió femenina, i en 1930 en la masculina. La International Squash Raquets Association es va fundar en 1967 per a donar governança a l'esport i Women's International Squash Raquets Association en 1976, que es fusionaren en 1985 i esdevindria la World Squash Federation en 1992.

Les raquetes d'esquaix han canviat de manera similar a les raquetes de tennis. Als anys vuitanta, la construcció va passar de la fusta laminada a materials més lleugers com l'alumini i el grafit amb petites addicions de components com el kevlar, el bor i el titani. Les cordes naturals també es van substituir per cordes sintètiques. La personalització de les raquetes també ha crescut amb els anys. Hi ha variacions personalitzades en la forma del cap de la raqueta, l'equilibri de la raqueta i el pes de la raqueta. La variació de raqueta més freqüent és una forma de cap de llàgrima (gola tancada), equilibri uniforme i un pes de la raqueta de 130 g. Per als dobles de bola dura, la variació més freqüent és la forma del cap de la gola oberta, l'equilibri uniforme i el pes de la raqueta de 140 g.
Hi ha diverses variants de l'esquaix jugades a tot el món, tot i que la versió internacional de l'esport s'ha convertit en la forma dominant. Als Estats Units, tradicionalment es jugava una variant de l'esquaix coneguda com a bola dura amb una pilota més dura i pistes de diferents mides. L'esquaix hardball ha perdut gran part de la seva popularitat a Amèrica del Nord en favor de la versió internacional. Hi ha squash de dobles, una variant jugada per quatre jugadors. També hi ha una variació de tennis d'esquaix coneguda com tennis d'esquaix. Finalment, el raquetbol, un esport similar, també es juga als Estats Units.

## Contribució a la salut
L'esquaix proporciona un excel·lent entrenament cardiovascular. Els jugadors poden gastar aproximadament de 600 a 1.000 calories cada hora jugant a squash. L'esport també proporciona un bon entrenament de la part superior i inferior del cos mitjançant l'exercici tant de les cames corrent al voltant de la pista com dels braços i el tors en balancejar la raqueta. El 2003, Forbes va classificar l'esquaix com l'esport número u més saludable per practicar. No obstant això, un estudi ha implicat l'esquaix com a causa d’una possible arrítmia cardíaca mortal i ha argumentat que l'esquaix és una forma d’exercici inadequada per als homes grans amb malalties del cor.

## L'esquaix als Països Catalans
L'esquaix van començar a practicar-se a Catalunya durant en 1979, dos anys després d'haver donat les seves primeres passes al territori espanyol a Madrid. La seva pràctica va créixer molt ràpidament a Catalunya i el 1985 ja es va celebrar un primer Campionat d'Europa a les pistes de Can Mèlich Club de Sant Just Desvern, que va repetir com a escenari el 1990. A partir d'aquell moment van augmentar els clubs, les pistes, i els practicants. La Federació Catalana d'Esquaix i Raquetbol es va fundar el 1986 i finals de 1986 ja hi havia uns cinquanta clubs federats a Catalunya i unes dues-centes pistes, i dues dècades després, ja n'hi havia cent vuitanta-cinc i mil dues-centes, respectivament. Va arribar a la seva màxima cota de popularitat a Catalunya quan el 1994 es va celebrar el Campionat del Món al Palau Municipal d'Esports de Barcelona. Clubs com el Can Mèlich, l'Squash Barcelona i el Malibú Esportiu de Sabadell es van convertir en capdavanters de l'estat espanyol en aquest esport. La selecció catalana femenina es va estrenar el 1999 en un encontre amistós contra França a Can Mèlich Club i la masculina ho va fer l'any següent a Barcelona amb Portugal com a rival.
Després d'una època d'esplendor a la dècada de 1980, l'esport va començar a perdre practicants ràpidament. Tot i que l'esquaix és un esport minoritari a Catalunya hi ha diversos llocs on practicar l'esquaix com per exemple el club natació Lleida, l'Squash 4 de Terrassa, el Can Mèlich (Badalona) o el Malibú (Barcelona). Hi ha diferents categories a l'esquaix, la PSA és la mundial, on juguen els millors jugadors del món, després hi ha els campionats de 3a, que són per totes les edats i també i juguen jugadors d'un nivell avançat, també hi ha sub 17 sub 15 sub 13 i sub 11 (els números són les edats en les quals pots participar-hi).
La Pandèmia de COVID-19 ha afectat de manera important a la pràctica de l'esport, ja de baixa, al País Valencià, amb les instal·lacions tancades, quedant un centenar de federats i uns milers de practicants.